# 히타네촌
히타네촌(直根村)은 아키타현 유리군에 있던 촌이다. 현재의 유리혼조시의 남서단에 해당한다.

## 역사
- 1889년 4월 1일 - 정촌제 시행에 의해 6촌의 구역으로 성립하였다.
- 1955년 3월 31일 - 지네고촌, 가와우치촌과 합병해 조카이촌이 성립해, 동일 히타네촌은 폐지되었다.